# Kalamaria
Kalamaria este un oraș în Grecia.